# Amblyonychus
Amblyonychus is een vliegengeslacht uit de familie van de roofvliegen (Asilidae).

## Soorten
- A. annularis (Fabricius, 1805)
- A. flavifasciatus (Macquart, 1838)
- A. gracilis (Macquart, 1838)
- A. horni (Bromley, 1935)
- A. incisuralis (Macquart, 1838)
- A. lateralis (Walker, 1860)
- A. nigripes (Fabricius, 1787)
- A. ovatus (Martin, 1867)
- A. pulchellus (Bellardi, 1861)
- A. quatuorlineatus (Macquart, 1838)
- A. substitula (Walker, 1851)
- A. titan (Carrera, 1959)
- A. trapezoidalis (Bellardi, 1861)
- A. trichonotus (Wiedemann, 1828)
- A. wiedemanni (Schiner, 1867)
- A. yepezi (Carrera & Machado-Allison, 1963)